# Barbara Haas (Pädagogin)
Barbara Haas (* 1966) ist eine österreichische Religionslehrerin und war von 2012 bis 2015 Vorsitzende der Katholischen Frauenbewegung Österreichs.

## Leben, Ausbildung, Beruf
Haas ist Absolventin des Bundesseminars für landwirtschaftliches Bildungswesen in Wien, studierte von 2008 bis 2012 Religionspädagogik an der Theologischen Fakultät der Universität Innsbruck und unterrichtet in einer Innsbrucker Berufsschule Religion.
Sie ist seit 1988 verheiratet und Mutter von drei Kindern.

## Kirchliches Engagement
Sie ist Vorstandsmitglied der Tiroler Katholischen Frauenbewegung und gewählte stellvertretende Vorsitzende der Katholischen Aktion der Diözese Innsbruck. Auch den Vorsitz der Katholischen Frauenbewegung Österreichs (2012 bis 2015) übte sie ehrenamtlich aus.